# Caspar Cruciger, o Velho
Caspar Cruciger, o Velho (1504 - 1548) (Leipzig, 1 de janeiro de 1504 - Wittenberg, 16 de Novembro de 1548) foi um humanista, teólogo e reformador alemão. Foi professor de teologia da Universidade de Wittenberg e secretário de Martinho Lutero com quem revisou a tradução da Bíblia para o alemão.

## Vida

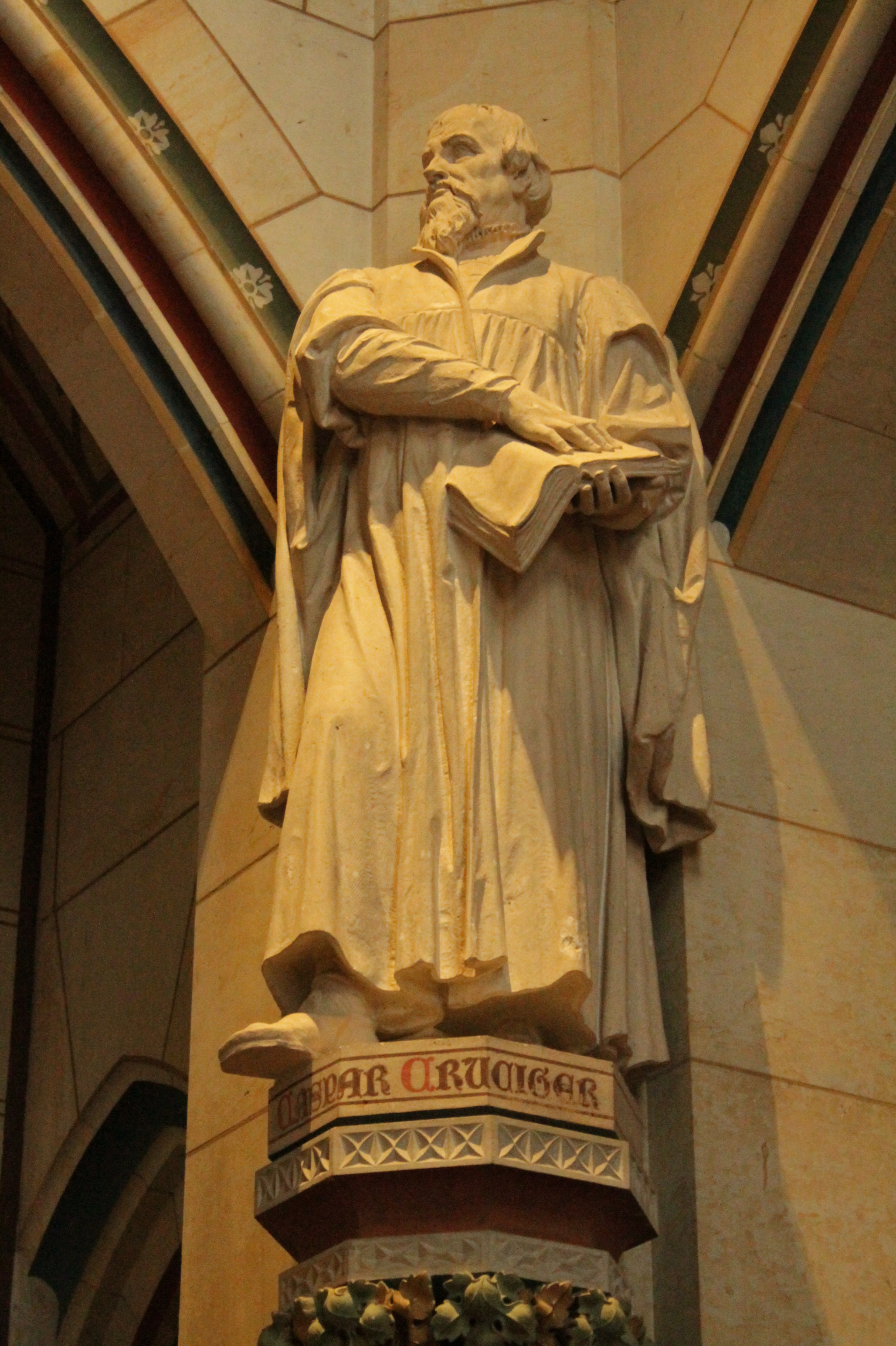
Estátua de Caspar Cruciger, Schlosskirche, Wittenberg

Nascido em Leipzig, Creuziger ingressou na Universidade de Leipzig aos 12 anos, onde estudou com Peter Mosellanus. O surto da peste o levou a Wittenberg em 1521, onde completou seus estudos na língua hebraica.
Em 1525, ele se tornou Reitor da Johannisschule de Magdeburg. Ele foi chamado para as faculdades de Filosofia e Teologia em Wittenberg em 1528, onde lecionou em ambas as disciplinas, pregou na Igreja do Castelo e escreveu opiniões para professores. Ele recebeu seu doutorado em Wittenberg em 1533. Ele continuou a ensinar exegese, dogmática e editar materiais de instrução. Durante esses anos, Martinho Lutero o incluiu no círculo de tradutores do reformador, que o ajudou a revisar a versão da Bíblia em alemão.
Em 1539, Creuziger ajudou Leipzig na introdução de reformas. Ele serviu como delegado para convocações teológicas em Hagenau, Worms e Regensburg. Quando outros teólogos fugiram da Guerra Schmalkald, ele permaneceu em seu posto. 
Creuziger também editou a edição de Wittenberg das Obras de Lutero e ajudou a redigir o Interim de Leipzig.
Ele morreu em Wittenberg em 1548.

## Família
Em 1524 ele se casou com a ex-freira Elisabeth von Meseritz - eles tiveram uma filha (Elisabeth, que se casou com o reitor Kegel e depois, na sua morte, com o filho de Lutero, Hans em Eisleben) e um filho (Caspar Cruciger, o Jovem).

## Publicações
- In epistolam Pauli ad Timotheum priorem Commentarius
- Enarratio Psalmi 116–118
- Der XX. Psalm für christliche Herrschaft zu beten
- In Evangelium Johannis Apostoli Enarratio
- Enarratio Psalmi: Dixit Dominus [110] et aliquot sequentium
- Comment. in Matthaeum
- In Epistolam Pauli ad Romanos Commentarius
- De iudiciis piarum Synodorum sententia
- Enarrationis Symboli Nicaeni articuli duo, de Synodis et tribus personis Divinitatis.